# Nạn đói Yemen (2016–nay)
Vào năm 2016, nạn đói đã bắt đầu bùng phát và hoành hành ở Yemen kể từ khi Nội chiến Yemen 2015 nổ ra. Hơn 17 triệu người Yemen đang lâm vào thảm họa nạn đói, trong đó có 3,3 triệu người là trẻ em và phụ nữ. Trong đó, Al Hudaydah là nơi chịu ảnh hưởng nặng nề nhất ở Yemen. Theo nhiều tổ chức nhân đạo, nạn đói ở Yemen đang đến gần tới mức tồi tệ như trong Kinh thánh. Kéo theo với thảm họa Dịch bệnh tả ở Yemen, nó đã làm cho tình hình ngày một tồi tệ và kinh hoàng. Sự hủy diệt từ cơ sở hạ tầng, bệnh viện, hệ thống phân phát thực phẩm, nhà dân, cũng đã làm mọi thứ thêm khủng khiếp và tồi tệ cho người dân Yemen. Quỹ Nhi đồng Liên Hợp Quốc cáo buộc Ả Rập Xê Út chủ ý đánh bom cơ sở cung cấp nước cho người dân Yemen.
Hoa Kỳ cùng với một loạt các quốc gia phương Tây cũng như các đồng minh của mình là Đức, Pháp, Vương quốc Liên hiệp Anh và Bắc Ireland, Tây Ban Nha, Ý, Brasil, Phần Lan, Thổ Nhĩ Kỳ, Bosna và Hercegovina, Pakistan, Úc và Malaysia đã tham gia vào cuộc phong tỏa để thể hiện sự ủng hộ với Ả Rập Xê Út. Chính việc đó đã ngăn cản hàng cứu trợ tới với người dân Yemen, mặc dù lực lượng Houthis cũng đã đóng vai trò khá tồi trong việc dẫn tới sự gia tăng về nạn đói từ tháng 8 năm 2015. Vào 23 tháng 11, Ả Rập Xê Út chỉ đồng ý dỡ lệnh phong tỏa ngắn hạn để cho hàng cứu trợ tới Yemen, chứ không hoàn toàn dỡ bỏ nó. Sau đó các nguồn độc lập cho biết Ả Rập Xê Út đã không còn cho phép hàng cứu trợ được tới nữa.
Theo Liên Hợp Quốc công bố vào tháng 10 năm 2018, nạn đói Yemen có thể sắp biến thành nạn đói tồi tệ nhất trong vòng hơn 100 năm qua. Theo Save the Children, 85,000 trẻ nhỏ Yemen đã chết vì đói. Một số nguồn tại Ukraina và các quốc gia khác gọi đây là thảm họa Holodomor của Yemen.

## Nguyên nhân
Yemen vốn dĩ là quốc gia nghèo nhất Bán đảo Ả Rập và là một trong những quốc gia kém phát triển nhất thế giới, và việc vật lộn để sống là điều đã xảy ra khá lâu ở Yemen. Tuy nhiên, Can thiệp của Ả Rập Xê Út ở Yemen đã đóng vai trò dẫn đến việc gia tăng mức độ tàn phá và đói kém ở Yemen. Do sự tàn bạo và khốc liệt của cuộc chiến, cũng như chủ ý của Ả Rập Xê Út khi liên tục tấn công các làng mạc, trung tâm thực phẩm, thuốc men, thức uống, mà nó đã làm mọi thứ thêm ngày một tồi tệ. Sự phá hủy về cơ ngơi sống còn khiến cho nhiều gia đình cũng như là những đứa trẻ rơi vào nạn đói. Ả Rập Xê Út đã hoàn toàn làm ngơ khi báo cáo Liên Hợp Quốc cho thấy chủ ý phá hủy cơ sở cứu trợ cho người Yemen.

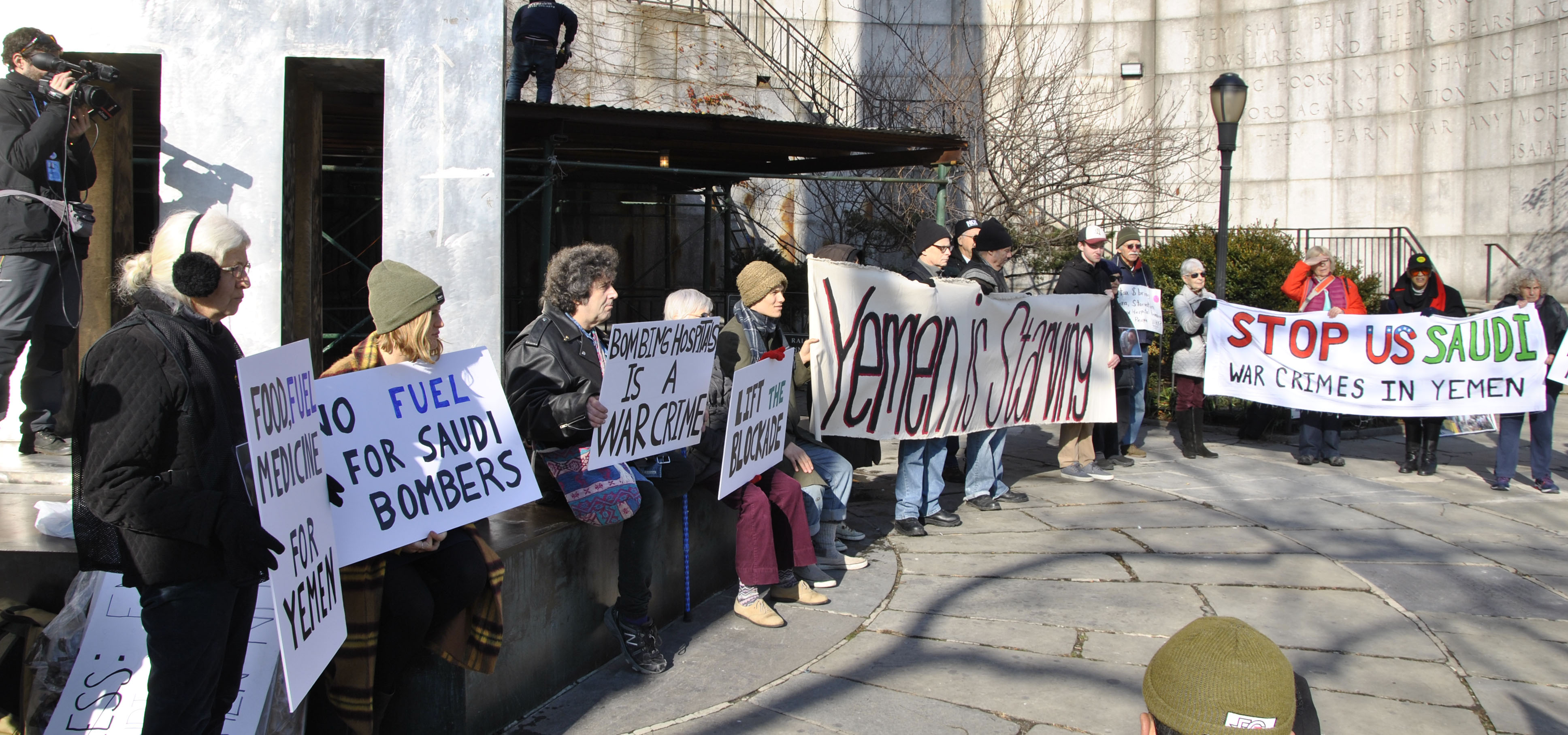
Biểu tình phản đối can thiệp quân sự Yemen, năm 2017.

Bác sĩ không biên giới đã cố gắng tìm cách hỗ trợ cho những nạn nhân của nạn đói và tham họa dịch tả. Tuy nhiên do chính sách kiếm soát của liên quân, tình hình đã trở nên tồi tệ. Sau khi liên quân giúp quân đội Yemen chiếm lại Mocha, liên quân đã phá hủy và cấm ngư dân Yemen làm việc, dẫn đến cáo buộc của Cộng đồng ngư dân Yemen về hành động cưỡng bức này.